# Peggy Stewart
Pour les articles homonymes, voir Stewart.
Peggy Stewart, nom de scène de Margaret Frances O'Rourke (née à West Palm Beach (Floride) le 5 juin 1923 et morte le 29 mai 2019,), est une actrice américaine. 
Elle est surtout connue pour ses rôles dans des westerns de série B et dans des séries télévisées. Bonne cavalière, elle réalisait souvent ses propres cascades.

## Biographie
Née le 5 juin 1923 à West Palm Beach en Floride, Peggy O'Rourke grandit à Atlanta en Géorgie,.
Vers 1935, sa famille se rend en Californie pour assister au mariage d'un oncle. Souhaitant devenir actrice, elle y reste et s'installe chez sa grand-mère où elle rencontre l'acteur Henry O'Neill qui s'avère être un voisin,. Il la recommande à la Paramount Pictures qui cherchait une nouvelle actrice pour jouer la fille adolescente de Joel McCrea dans Une nation en marche (1937). Ce travail lui permit d'obtenir d'autres rôles.
À la suite du divorce et du nouveau mariage de sa mère avec l'avocat John Stewart, Peggy prend le nom de son beau-père.

### Carrière
En avril 1944, Peggy Stewart signe un contrat avec la Republic Pictures et commence à jouer dans des films western de séries B face à des acteurs comme Allan Lane, Sunset Carson, et Wild Bill Elliott. Pendant ce temps, elle joua dans plusieurs épisodes des Adventures of Red Ryder. Elle a généralement joué le rôle de l'héroïne coriace plutôt que la fille passive ayant besoin d'être sauvée. De 1944 à 1951, elle joue dans 35 films dont la plupart étaient des westerns et des serials. Elle a aussi joué avec Gene Autry à plusieurs reprises durant cette période ainsi que dans plusieurs épisodes de la série The Cisco Kid, comme Terrain d'huile (Oil Land), laquelle fut diffusée pour la première fois le 10 octobre 1950.
En 1949, elle joue aux côtés de Jim Bannon dans Ride, Ryder, Ride. Elle joue à nouveau l’héroïne avec Bannon en 1949 dans The Fighting Redhead. En 1952, elle joue avec Bill Elliott dans Kansas Territory. En 1957, elle obtient un rôle mineur dans l'épisode « The Outlaw » de la série Have Gun-Will Travel de la CBS. En 1958, elle joue le rôle d'Etta Jackson, la petite amie du peintre Hurley Abbott, joué par Brad Johnson, dans l'épisode « The Underdog » de la série western The Life and Legend of Wyatt Earp, avec Hugh O'Brian dans le rôle principal.

### Fin de carrière
Sa carrière ralentit dans les années 1960, et dans les années 1970 elle résidait à Studio City, en Californie. Stewart gagna les Golden Boot Awards en 1984. En semi-retraite, elle continue de jouer à l'occasion. Elle joue un rôle secondaire dans l’épisode Les Faux Seins de la quatrième saison de Seinfeld en 1990. Elle y jouait la tante de la petite amie de George Costanza.
Peggy Stewart a joué la grand-mère de Pam Beesly, Mee-Maw en 2009 dans un épisode de The Office et elle a repris le rôle en 2010 pour un épisode de plus. En 2012, elle joue Grand-mère Delores dans la comédie d'Adam Sandler, Crazy Dad.

### Vie privée
Peggy Stewart fut championne de natation dans son lycée. Elle fut brièvement mariée à l'acteur Don "Red" Barry de 1940 à 1944. Ils auront un fils. Elle se remarie en 1953 avec l'acteur Buck Young et ils ont deux enfants.
Sa sœur aînée, Patricia O'Rourke (1922-2001) est une ancienne championne olympique de natation. Celle-ci a joué dans le film Le livre de la jungle de 1942 et a épousé l'acteur Wayne Morris,.
Très appréciée du public américain, Peggy Stewart a participé à de nombreux shows télévisés et des festivals liés aux westerns. Elle était une invitée privilégiée du festival annuel de Lone Pine Film Festival.
Elle meurt le 29 mai 2019 à Valence dans le comté de Los Angeles, en Californie,.

## Filmographie

### Cinéma

#### Années 1930
- 1937 : Une nation en marche (Wells Fargo) de Frank Lloyd : Alice MacKay
- 1938 : La Femme errante (White Banners) d'Edmund Goulding : amie de Sally (non créditée)
- 1938 : Little Tough Guy d'Harold Young : Rita Belle
- 1938 : Cet âge ingrat (That Certain Age) d'Edward Ludwig : Mary Lee
- 1938 : Little Tough Guys in Society d'Erle C. Kenton : Jane
- 1939 : L'Irrésistible Monsieur Bob (Man About Town) de Mark Sandrich : Mary, fille de la chorale (non créditée)
- 1939 : Un Ange en tournée (5th Ave Girl) de Gregory La Cava : amie de Katherine (non créditée)
- 1939 : Everybody's Hobby de William C. McGann : Bunny

#### Années 1940
- 1940 : Star Dust de Walter Lang : une étudiante (non créditée)
- 1940 : L'Étrangère (All This, and Heaven Too) d'Anatole Litvak : Helen Lexington
- 1941 : Back Street de Robert Stevenson : Fredda Smith
- 1942 : Sleepytime Gal d'Albert S. Rogell : danseuse (non créditée)
- 1943 : Girls in Chains (en) d'Edgar G. Ulmer : Terry (non créditée)
- 1944 : Tucson Raiders de Spencer Gordon Bennet : Beth Rogers
- 1944 : Silver City Kid (en) de John English : Ruth Clayton
- 1944 : Stagecoach to Monterey de Lesley Selander : Jessie Wade
- 1944 : Cheyenne Wildcat de Lesley Selander : Betty Lou Hopkins
- 1944 : Code of the Prairie de Spencer Gordon Bennet : Helen Matson
- 1944 : End of the Road (en) de George Blair : (non créditée)
- 1944 : Firebrands of Arizona de Lesley Selander : Poppy Calhoun
- 1944 : Sheriff of Las Vegas de Lesley Selander : Ann Carter
- 1945 : Utah de John English : Jackie
- 1945 : The Vampire's Ghost de Lesley Selander : Julie Vance
- 1945 : Oregon Trail de Thomas Carr : Jill Layton
- 1945 : Bandits of the Badlands de Thomas Carr : Hallie Wayne
- 1945 : Marshal of Laredo de R.G. Springsteen : Judy Bowers
- 1945 : Rough Riders of Cheyenne de Thomas Carr : Melinda Sterling
- 1945 : The Tiger Woman (en) de Philip Ford : Phyllis Carrington
- 1946 : The Phantom Rider (en) de Spencer Gordon Bennet : Doris Shannon
- 1946 : Days of Buffalo Bill de Thomas Carr : Molly Owens
- 1946 : California Gold Rush de R.G. Springsteen : Hazel Parker
- 1946 : Sheriff of Redwood Valley de R.G. Springsteen : Molly
- 1946 : Alias Billy the Kid de Thomas Carr : Ann Marshall
- 1946 : Passkey to Danger de Lesley Selander : mannequin (non créditée)
- 1946 : Red River Renegades de Thomas Carr : Julie Bennett
- 1946 : Conquest of Cheyenne de R.G. Springsteen : Cheyenne Jackson
- 1946 : The Invisible Informer de Philip Ford : Rosalind Baylor
- 1946 : Affairs of Geraldine de George Blair : caméo (non créditée)
- 1946 : Stagecoach to Denver de R.G. Springsteen : la fausse May Barnes
- 1947 : Le Fils de Zorro (Son of Zorro) de Spencer Gordon Bennet : Kate Wells
- 1947 : Trail to San Antone (en) de John English : Kit Barlow
- 1947 : Vigilantes of Boomtown de R.G. Springsteen : Molly McVey
- 1947 : The Ghost Goes Wild (en) de George Blair : jeune femme (non créditée)
- 1947 : Rustlers of Devil's Canyon de R.G. Springsteen : Bess Glazier
- 1947 : Messenger of Peace de Frank R. Strayer : Evangeline Lockley
- 1948 : Tex Granger: Midnight Rider of the Plains de Derwin Abrahams : Helen Kent
- 1948 : Dead Man's Gold de Ray Taylor : June Thornton
- 1948 : Frontier Revenge de Ray Taylor : Joan De Lysa
- 1949 : Ride, Ryder, Ride! de Lewis D. Collins : Libby Brooks
- 1949 : Desert Vigilante de Fred F. Sears : Betty Long
- 1949 : The Fighting Redhead de Lewis D. Collins : Sheila O'Connor

#### Années 1950 et après
- 1950 : Hollywood Varieties de Paul Landres : Peggy Stewart
- 1950 : Cody of the Pony Express de Spencer Gordon Bennet : Linda Graham
- 1951 : The Pride of Maryland de Philip Ford : Christine Loomis
- 1952 : The Black Lash de Ron Ormond (en) : Joan Delysa
- 1952 : Kansas Territory de Lewis D. Collins : Kay Collins
- 1952 : Montana Incident de Lewis D. Collins : Clara Martin
- 1961 : When the Clock Strikes d'Edward L. Cahn : Mrs. Pierce
- 1961 : Gun Street d'Edward L. Cahn : Mrs. Knudson
- 1961 : The Clown and the Kid d'Edward L. Cahn : Sœur Grace
- 1967 : La Route de l'Ouest (The Way West) de Andrew V. McLaglen : Mrs. Turley
- 1971 : Jusqu'au bout de la vengeance (The Animals) de Ron Joy : Mrs. Emily Perkins
- 1972 : Pickup on 101 (en) de John Florea
- 1973 : Terror in the Wax Museum de Georg Fenady : femme de ménage
- 1975 : White House Madness de Mark L. Lester : Rosemary Woods
- 1976 : Bobbie Jo and the Outlaw de Mark L. Lester : Hattie Baker
- 1977 : Black Oak Conspiracy de Bob Kelljan : Virginia Metcalf
- 1980 : Les Forces de l'au-delà (Beyond Evil) de Herb Freed  : Lady Patient
- 2004 : Big Chuck, Little Chuck de Byron Quisenberry : Liz
- 2010 : Les Runaways (The Runaways) de Floria Sigismondi : Grandma Oni
- 2011 : Dadgum, Texas de Charles Huddleston : Pearl Ruth Anna 'MiMa' Magee
- 2012 : Crazy Dad (That's My Boy) de Sean Anders : grand-mère Delores

### Télévision
- 1950 : The Gene Autry Show : Ellie March (1 épisode)
- 1950 - 1953 : The Cisco Kid : divers rôles (5 épisodes)
- 1951 : The Adventures of Wild Bill Hickok : Jane Adams (1 épisode)
- 1952 : The Roy Rogers Show (2 épisodes)
- 1952 : Gang Busters : Violet Fairchild (1 épisode)
- 1952 : The Living Bible : Femme à la tombe (1 épisode)
- 1953 : The Range Rider : Mrs. Brant (1 épisode)
- 1956 : The Millionaire : Mary, secrétaire (1 épisode)
- 1956 : Dr. Hudson's Secret Journal (en) (1 épisode)
- 1957 - 1958 : The Silent Service : Sœur Mary et une infirmière (2 épisodes)
- 1957 - 1961 : Have Gun - Will Travel : Edna Raleigh et Sarah Holt (2 épisodes)
- 1958 - 1959 : The Life and Legend of Wyatt Earp : Elsa Jordan et Etta Jackson (2 épisodes)
- 1959 : Peter Gunn : Wilma Baxter (1 épisode)
- 1959 : Yancy Derringer : Karen Ogilvie (1 épisode)
- 1959 : Not for Hire : Nadine (1 épisode)
- 1959 - 1964 : Gunsmoke : Nettie Farmer / Daisy / Fan Hacker... (divers rôles)
- 1960 : Hotel de Paree : Martha Holcombe (1 épisode)
- 1960 : General Electric Theater : Rachel (1 épisode, non créditée)
- 1960 : Pony Express (1 épisode)
- 1961 : The Rebel : Sarah Wallace (1 épisode)
- 1961 : The Americans : Mrs. Gilroy (1 épisode)
- 1961 : Lassie : Mrs. Johnson (1 épisode)
- 1961 : La quatrième dimension (The Twilight Zone) : Grace Stockton (1 épisode)
- 1961 : Le Grand prix (National Velvet) : Mrs. Anderson (1 épisode)
- 1964 : Le Fugitif (The Fugitive) : Mrs. Franklin (1 épisode)
- 1965 : Daniel Boone : Ida Morgan (1 épisode)
- 1967 : Hondo : Mrs. Malcolm (1 épisode)
- 1969 : La Nouvelle équipe : Mrs. Kane (1 épisode)
- 1970 : L'homme de fer (Ironside) : Maggie Winstead (1 épisode)
- 1971 : Dan August : mère de Ron (1 épisode)
- 1972 : Sarge : Mrs. Whitman (1 épisode)
- 1972 : The Smith Family : Mrs. Dennison (1 épisode)
- 1972 : The Bold Ones: The New Doctors : Mrs. Norman (1 épisode)
- 1973 : The Stranger de Lee H. Katzin : membre du conseil intérieur (non créditée, téléfilm)
- 1974 - 1976 : Emergency! : mère de Cheryl, Martha Felt... (divers rôles)
- 1975 : Baretta : professeure (1 épisode)
- 1979 : La Chute de la maison Usher (The Fall of the House of Usher) de James L. Conway : Barmaid (téléfilm)
- 1980 : Taxi : une cliente (1 épisode)
- 1980 : Quincy (Quincy M.E.) : Ethel Sullivan (1 épisode)
- 1993 : Seinfeld : Tante May (1 épisode)
- 1998 : Buffy contre les vampires : Ms. Barton (1 épisode)
- 1999 : Beverly Hills 90210 : Mrs. Fike (1 épisode)
- 2001 : The Norm Show : Tippi (1 épisode)
- 2001 : Popular : une vieille dame (1 épisode)
- 2001 : Oui chérie! (Yes, Dear) : une vieille dame (1 épisode)
- 2007 : Earl (My Name Is Earl) : Dotty Lake (1 épisode)
- 2007 - 2008 : The Riches : mère de Cherien (8 épisodes)
- 2008 : NCIS : Enquêtes spéciales (NCIS: Naval Criminal Investigative Service) : une vieille dame (1 épisode)
- 2009 : Weeds
- 2009 : Flashforward : une secrétaire
- 2009 : Vista Mar, hôpital militaire (Operating Instructions) d'Andy Tennant : une vieille dame (téléfilm)
- 2009 - 2010 : The Office : Sylvia
- 2010 : Justified : Mrs. Inez Davis (1 épisode)
- 2010 : Community : Agnes (1 épisode)
- 2014 : Getting On : Mrs. Decker (1 épisode)

## Distinctions
Peggy Stewart gagne les Golden Boot Awards en 1984.
En 2002, elle est inscrite au Walk of Western Stars de Newhall.